# Nikola Majnarić- Bač
Nikola Majnarić – Bač (Varaždin, 5. srpnja 1975. – Varaždin, 15. lipnja 2004.) - hrvatski umjetnik, ilustrator, slikar i crtač stripova.

## Rani život i obrazovanje
Nikola Majnarić - Bač rodio se u Varaždinu u obitelji dr. Nikole Majnarića, ortopeda u Varaždinskoj bolnici i Tatjane Majnarić, nastavnice klavira na Glazbenoj školi u Varaždinu. Pohađao je Osnovnu školu "Ivo Lola Ribar" u Varaždinu. Završio je i osnovnu Glazbenu školu u Varaždinu, smjer truba.
U srednju školu upisuje se na varaždinsku gimnaziju, kulturološki smjer. 1993. godine upisuje Tekstilno-tehnološki fakultet Sveučilišta u Zagrebu smjer: dizajn za tekstil i odjeću. Diplomirao je s odličnim, a diplomski rad bio mu je: "Izrada kostima za Boccacciovog Dekamerona". Djetinjstvo je provodio u Varaždinu, a ljeti je išao s obitelji na otok Rivanj kod Zadra i u Sloveniju u mjesto Dobrna.
Proveo je 1986. godine s ocem tri mjeseca u Sjevernoj Americi. Obišao je autobusom „Greyhound“: Detroit, Nijagarine slapove, Ann Arbor, Chicago, Los Angeles, Hollywood, Flagstaff, Gallup, Cherryville, Washington D.C. i New York. Proveo je tom prilikom neko vrijeme kod spisateljice, ekologinje i fotografkinje Anne LaBastille.

## Karijera
Prvu samostalnu izložbu autorskih radova (imaginarno-figurativno-ekspresionističkog stila) imao je na Rudarskoj školi u Varaždinu. Između 1989. i 1993. godine radio je plakate i programe za predstave kazališne dramske grupe "Theatron", te sudjeluje u izradi scenografìje za njihovu predstavu “Vrata”.
Za vrìjeme fakultativnog obrazovanja imao je više skupnih izložbi u Zagrebu, Rijeci, Pulì i Vinkovcima u sklopu fakultetskih radova. U isto vrijeme imao je pregršt publikacija - crteža u popularnom hrvatskom tisku, u “Varaždinskim vijestima”, i u fanzinima; "Endem", "Gaspačo",  "Graah", "Variete Radikale", "Striptiz", "4 zida i zvučnik" i "Katakomba".
Povremeno se bavio i oslikavanjem svile i pletiva sa svojim vlastitim autorskim motivima. Imao je dvije skupne izložbe u Varaždinu, obje u bistrou "Zvonimir Rogoz" u varaždinskom HNK. Prva izložba, s Dušanom Gačićem i K.D. Sudecom, bila je postavljena povodom objavljivanja prve kazete "Dobrih duhova", a druga izložba postavljena je prilikom promocije prvog broja strip fanzina "StripTiz".
Samostalnu izložbu slika imao je u galeriji bistro-a “Trenk” i Galeriji palače "Sermage" u Varaždinu. U sklopu Art & Music Festivala 1994. godine, u Puli, bio je jedan od 15 polaznika strip kolonije, te učenik poznatog art-crtača stripova, Krešimira Zimonića.
Nastupao je na "Rock PrVŽioni" na sceni "Zvonimir Rogoz" u varaždinskom HNK izvodeći performance pod nazivom “Ako pak ti koji počivaš na zakonu…”. U clubu „EX“ izveo je performance; "Kera, Prostee and Butch". Za fanzin "Gaspačo" pisao je kratke priče te je ilustrirao naslovnicu fanzina. Producirao je CD za grupu iz Amsterdama "Gone bald" prilikom njihovog nastupa u Varaždinu.
Nije imao uzora, ali volio je Roberta Crumba i Bernetta & Abulija. Nikola Majnarić – Bač iza sebe ostavio je preko 1000 slika, stripova i crteža.

## Nagrade i priznanja
- Dobio je nagradu u Vinkovcima za inovaciju u stripu 17. srpnja 1997. godine na Salonu stripa.
- Časopis „Zarez“ dvotjednik za kulturna i društvena zbivanja, broj 363.-'64 od 18. srpnja 2013. godine, čije tiskanje omogućuje Ministarstvo kulture Republike Hrvatske posvećen je u spomen na Nikolu Majnarića – Bača.